# Драгач (гміна)
Гміна Драґач (пол. Gmina Dragacz) — сільська гміна у північній Польщі. Належить до Свецького повіту Куявсько-Поморського воєводства.
Станом на 31 грудня 2011 у гміні проживало 7182 особи.

## Площа
Згідно з даними за 2007 рік площа гміни становила 111.14 км², у тому числі:
- орні землі: 51.00%
- ліси: 27.00%

Таким чином, площа гміни становить 7.55% площі повіту.

## Населення
Станом на 31 грудня 2011:
| Опис     | Загалом | Загалом | Чоловіки | Чоловіки | Жінки | Жінки |
| -------- | ------- | ------- | -------- | -------- | ----- | ----- |
| одиниця  | осіб    | %       | осіб     | %        | осіб  | %     |
| все      | 7182    | 100     | 3598     | 50.10    | 3584  | 49.90 |
| міське   | 0       | 100     | 0        |          | 0     |       |
| сільське | 7182    | 100     | 3598     | 50.10    | 3584  | 49.90 |

## Сусідні гміни
Гміна Драґач межує з такими гмінами: Хелмно, Ґрудзьондз, Єжево, Нове, Швеце, Варлюбе.